# Whidbey Isles Conservation Park
Whidbey Isles Conservation Park är en park i Australien. Den ligger i delstaten South Australia, omkring 310 kilometer väster om delstatshuvudstaden Adelaide. Den ligger på ön Perforated Island.
Trakten är glest befolkad. Det finns inga samhällen i närheten.